# الدوري السوفيتي الممتاز لكرة القدم 1936
الدوري السوفيتي الممتاز لكرة القدم 1936 هو الموسم 1 من  الدوري السوفيتي الممتاز لكرة القدم. أقيم خلال الفترة 22 مايو 1936 وحتى 17 يوليو 1936، والذي يشرف على تنظيمه الاتحاد السوفيتي لكرة القدم، وكان عدد الأندية المشاركة فيه  7، وفاز فيه دينامو موسكو.